# Oxyde de fer (maladie professionnelle)
Une affection pulmonaire consécutive à l'inhalation de poussières de fer peut être reconnue comme maladie professionnelle en France et dans quelques autres pays.
Ce sujet relève du domaine de la législation sur la protection sociale et a un caractère davantage juridique que médical. Pour la description clinique de la maladie se reporter à l'article suivant :

## Législation enFrance

### Régime général
| Fiche Maladie professionnelle | Fiche Maladie professionnelle | Fiche Maladie professionnelle |
| Ce tableau définit les critères à prendre en compte pour qu'une affection consécutive à l'inhalation de particules de fer soit prise en charge au titre de la maladie professionnelle | Ce tableau définit les critères à prendre en compte pour qu'une affection consécutive à l'inhalation de particules de fer soit prise en charge au titre de la maladie professionnelle | Ce tableau définit les critères à prendre en compte pour qu'une affection consécutive à l'inhalation de particules de fer soit prise en charge au titre de la maladie professionnelle |
| Régime Général. Date de création : 14 février 1967 | Régime Général. Date de création : 14 février 1967 | Régime Général. Date de création : 14 février 1967 |
| Tableau N° 44 RG | Tableau N° 44 RG | Tableau N° 44 RG |
| Affections consécutives à l'inhalation de poussières minérales ou de fumées, contenant des particules de fer ou d'oxyde de fer | Affections consécutives à l'inhalation de poussières minérales ou de fumées, contenant des particules de fer ou d'oxyde de fer                                                        | Affections consécutives à l'inhalation de poussières minérales ou de fumées, contenant des particules de fer ou d'oxyde de fer                                                        |
| --- | --- | --- |
| Désignation des Maladies | Délai de prise en charge | Liste indicative des principaux travaux susceptibles de provoquer ces maladies |
| Sidérose : pneumopathie interstitielle chronique par surcharge de particules de fer ou d’oxydes de fer, révélée par des opacités punctiformes diffuses sur des documents radiographiques ou tomodensitométriques ou par des constatations anatomopathologiques lorsqu’elles existent, ces signes ou constatations s’accompagnant ou non de troubles fonctionnels respiratoires. | 35 ans (sous réserve d’une durée d’exposition de 10 ans) | Travaux exposant à l'inhalation de poussières minérales ou de fumées d'oxyde de fer, notamment : Extraction, broyage, concassage et traitement des minerais de fer et de l'ocre.      |
| Manifestation pathologique associée : emphysème | | |
| Date de mise à jour : 22 mars 2005 | | |

## Sources spécifiques
- (fr) Tableau N° 44 des maladies professionnelles du régime Général

## Sources générales
- (fr) Tableaux du régime Général sur le site de l’AIMT

- (fr) Guide des maladies professionnelles sur le site de l’INRS